# Монталдо Бормида
Монталдо Бормида (итал. Montaldo Bormida) је насеље у Италији у округу Алесандрија, региону Пијемонт.
Према процени из 2011. у насељу је живело 413 становника. Насеље се налази на надморској висини од 334 м.

## Становништво
| 1936. | 1951. | 1961. | 1971. | 1981. | 1991. | 2001. | 2011. |
| ----- | ----- | ----- | ----- | ----- | ----- | ----- | ----- |
| 1.242 | 1.098 | 970   | 843   | 726   | 663   | 690   | 708   |